# Фрайман, Антон Львович
Анто́н Льво́вич Фра́йман (5 [18] января 1908, Выступовичи, Овручский уезд, Волынская губерния — 9 мая 1972, Ленинград, СССР) — советский историк, декан исторического факультета ЛГУ, исследователь войн и революций. Доктор исторических наук, профессор. Подполковник.
5 (18) января 1908

## Биография
Родился в деревне Выступовичи (ныне в Житомирской области Украины), в еврейской семье. Был одним из представителей «первого поколения» марксистских историков. В период «деканской чехарды» конца 1930-х годов назначен на пост декана Исторического факультета СПбГУ (назначение состоялось после отставки предыдущего декана К. А. Успенского, в 1939 г.). Однако продолжающиеся репрессии, в частности, и против учёных, заставили А. Л. Фраймана (как и предыдущих деканов) уже в конце 1939 года покинуть факультет.
Вместе с М. В. Нечкиной в 1938 году обращался в ЦК ВКП(б) и к Емельяну Ярославскому, одному из авторов «Краткого курса истории ВКП(б)» по поводу необходимости исправления допущенных ещё в газетном варианте «Краткого курса» неточностей. Однако это обращение осталось без последствий.
Незадолго до начала Великой Отечественной войны стал преподавателем Военно-политической морской академии. Ряд преподавателей академии (например, историки С. Б. Окунь и В. Г. Ревуненков) в годы войны служили в политуправлениях различных формирований РККФ. Вероятно, также служил и А. Л. Фрайман. В 1944 году он стал автором методического пособия «Героическая борьба моряков за советскую власть, за дело Ленина-Сталина в годы гражданской войны», адресованного политрукам. На момент издания был в звании майора. Впоследствии — подполковник.
После войны работал в Ленинградском отделении Института Истории АН СССР. Выпустил ряд работ по истории войн и революций. В 1954 году защитил диссертацию на соискание учёной степени доктора исторических наук по теме «Борьба за победу Великой Октябрьской социалистической революции на Украине». В 1964—1965 и 1969—1971 годах был профессором на кафедре Истории СССР (впоследствии, после разделения кафедр в 1968, на кафедре Истории советского общества).
Являлся редактором сборника «Борьба большевиков за установление советской власти в Петроградской губернии» (1972). Активно участвовал в подготовке различных сборников совместно с институтом истории и ЦГАИПД СПб.
Умер в 1972 году в Ленинграде.

## Основные труды

### Монографии и статьи
- Отмена крепостного права в России. — Л.: Газетно-журнальное и книжное издательство Ленинградского Совета РК и КД, 1939.
- Разгром германских разбойников в 1918 г. — М., 1941.
- Материал к теме: Героическая борьба моряков за советскую власть, за дело Ленина-Сталина в годы гражданской войны / Майор А. Л. Фрайман. [Б. м.]: [б. и.], 1944.
- Харьков в Великой Октябрьской социалистической революции // Вопросы истории, 1948. № 8[9].
- Борьба за победу Великой Октябрьской социалистической революции на Украине. — Л., 1954.
- Девятое января 1905 года. — Л., 1955.
- Подготовка Великой Октябрьской социалистической революции на Украине. Сборник документов и материалов // Вопросы истории, 1955. № 11.
- Р. Н. Мордвинов. Курсом «Авроры». Формирование Советского Военно-Морского Флота и начало его боевой деятельности (ноябрь 1917 — март 1919 гг.) (рецензия) // Вопросы истории, 1963. № 7.
- Революционная защита Петрограда в феврале — марте 1918 г. стр. 324 — Москва-Ленинград, Наука. Ленинградское отделение, 1964.
- Форпост социалистической революции. — Л., 1969.

### Редактор и составитель
- Крах германской оккупации на Псковщине: Сборник документов / сост. А. Л. Фрайман. — Л.: Газетно-журнальное и книжное издательство Ленинградского Совета РК и КД, 1939.
- Октябрьское вооружённое восстание. Семнадцатый год в Петрограде / отв. ред. А. Л. Фрайман; АН СССР. Институт истории. Ленинградское отделение. — Л.: Наука, 1967. В 2-х томах.
- Ленин в Октябре и первые годы Советской власти / под ред. А. Л. Фраймана. — Л.: Наука, 1970.
- Борьба большевиков за установление советской власти в Петроградской губернии / Отв. ред. А. Л. Фрайман. — Л.: Наука, 1972.